# Bistum Villarrica del Espíritu Santo
Das Bistum Villarrica del Espíritu Santo (lat.: Dioecesis Villaricensis Spiritus Sancti, span.: Diócesis de Villarrica del Espíritu Santo) ist eine in Paraguay gelegene römisch-katholische Diözese mit Sitz in Villarrica.

## Geschichte
Das Bistum Villarrica del Espíritu Santo wurde am 1. Mai 1929 durch Papst Pius XI. mit der Apostolischen Konstitution Universi Dominici aus Gebietsabtretungen des Erzbistums Asunción als Bistum Villarrica errichtet. Es wurde dem Erzbistum Asunción als Suffraganbistum unterstellt. Am 19. Januar 1957 gab das Bistum Villarrica Teile seines Territoriums zur Gründung des Bistums San Juan Bautista de las Misiones ab. Das Bistum Villarrica gab am 21. Januar 1957 Teile seines Territoriums zur Gründung der Territorialprälatur Encarnación y Alto Paraná ab. Eine weitere Gebietsabtretung erfolgte am 5. Juni 1978 zur Gründung des Bistums Carapeguá.
Das Bistum Villarrica wurde am 13. Januar 1990 in Bistum Villarrica del Espíritu Santo umbenannt. Am 22. März 2025 gab es drei Viertel seines Territoriums und fast die Hälfte seiner Gläubigen zur Errichtung des Bistums Caazapá ab.

## Ordinarien

### Bischöfe von Villarrica
- Augustin Rodríguez, 1931–1965, dann Militärbischof von Paraguay
- Felipe Santiago Benítez Ávalos, 1965–1989, dann Erzbischof von Asunción

### Bischöfe von Villarrica del Espíritu Santo
- Sebelio Peralta Álvarez, 1990–2008, dann Bischof von San Lorenzo
- Ricardo Jorge Valenzuela Ríos, 2010–2017, dann Bischof von Caacupé
- Adalberto Martínez Flores, 2018–2022, dann Erzbischof von Asunción
- Miguel Ángel Cabello Almada, seit 2024